# 中文信息学报
《中文信息学报》 (Journal of Chinese Information Processing) 是中国中文信息学会会刊，创办于1986年，重点刊登中文信息处理基础理论与应用技术研究的学术论文，以及相关的综述、研究成果、技术报告、书刊评论、专题讨论、国内外学术动态等。旨在及时反映中文信息处理领域的学科发展和学术动向等，

《中文信息学报》长期被中国科学引文数据库（CSCD）、中文核心期刊、中国科技核心期刊等多家国内外重要数据库收录，所刊内容，代表了中国中文信息处理的先进水平。

## 历史
- 1986年，《中文信息学报》创刊。
- 1987年，刊期由年刊改为季刊。
- 1999年，刊期由季刊改为双月刊。
- 2018年，刊期由双月刊改为月刊。 [3]

## 内容与读者对象
《中文信息學報》刊登内容有：计算语言学；语言资源；机器翻译（MT）或机器辅助翻译（MAT）；汉语和少数民族语言文字输入输出和处理；中文手写和印刷体识别（OCR）；中文语音识别与语音合成以及文语转换（TTS）；信息检索（IR）信息抽取（IE）及相关的语言技术；网上搜索引擎；数据挖掘、知识获取、神经网络、机器学习、专家系统、知识工程和其他人工智能（AI）技术。

读者对象：计算机科学研究人员、工程技术人员、软件开发及应用人员、大专院校的教师及高年级学生、研究生等。 

## 检索期刊及数据库刊源
《中文信息学报》为下列检索期刊及数据库刊源:

- 中国科技论文统计源期刊（中国科技核心期刊）
- 中国核心期刊（遴选）数据库收录期刊
- 全国中文核心期刊
- 中国学术期刊综合评价数据库收录期刊
- 中国期刊全文数据库全文收录期刊
- 中国科技期刊精品数据库收录期刊
- 中国科学引文数据库收录期刊
- 中文科技期刊数据库收录期刊
- CEPS中文电子期刊服务数据库全文收录期刊
- 《中国学术期刊文摘》（中文版与英文版）收录期刊

## 编委会
- 主编： 孙茂松 （清华大学）
- 副主编： 孙乐（中国科学院软件研究所）、杨尔弘 （北京语言大学）
- 委员：（多人）[7]

## 社会评价
《中文信息学报》是中国国内计算机、计算技术类83种中文期刊评出的十五种核心期刊之一，所刊内容代表了中文信息处理的先进水平，对读者有相当大的参考价值。

## 外部連結
- 官方网站